# Phyllomimus verruciferus
Phyllomimus verruciferus är en insektsart som beskrevs av Max Beier 1954. Phyllomimus verruciferus ingår i släktet Phyllomimus och familjen vårtbitare. Inga underarter finns listade i Catalogue of Life.